# نیوزوم

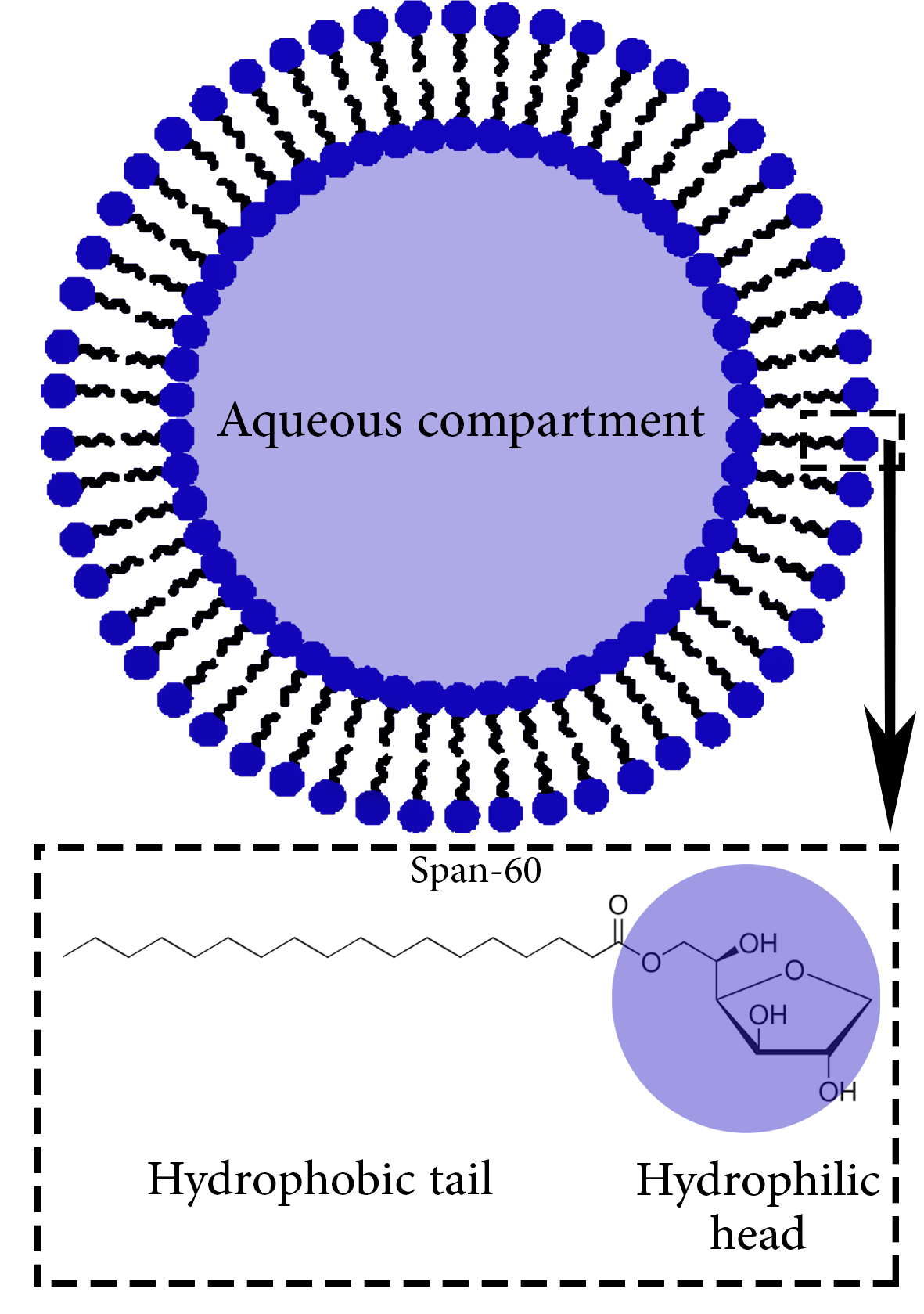
طرح شماتیک نیوزوم ساخته شده با سوربیتان مونواستارات (اسپن60)

نیوزوم، وزیکولی بر پایه سورفکتانتهای غیریونی است که معمولاً جهت کاربرد سامانه رهایش دارو، ژن، پروتئین و ... استفاده دارد. ساختار نیوزوم تقریباً شبیه لیپوزوم است ولی به خاطر تفاوت در مواد اولیه آنها، نیوزوم مزایای بسیاری نسبت به لیپوزوم دارد .

## مزایای نیوزوم
- پایداری بالاتر نسبت به سامانه های وزیکولی دیگر
- توانایی بارگذاری داروهای آبدوست و آبگریز
- قیمت تمام شده ی پایین تر
- زیست سازگاری نیوزوم و مواد حاصل از تخریب آن

## روش های ساخت نیوزوم
- هیدراسیون فیلم
- تبخیر فاز معکوس

	* تزریق حلال
- روش حباب
- فناوری پرونیوزوم
- گرمادهی

## کاربردها
- دارورسانی
- حامل داروهای ضدسرطان
- حامل هموگلوبین
- رهایش داروهای پروتئینی
- ژن تراپی (ژن درمانی)
- مواد آرایشی